# 高大节
高大节（？—1676年），又作大杰、得捷或得杰，明末清初军事人物，为平西王吴三桂麾下骁将，通晓军事，在清军中历任副都统等职，因从征缅甸有功被康熙帝授予二等男。吴三桂举兵反清后，高大节攻占了江西重镇吉安，又以少击多，数次击败大将军岳乐、喇布为首的清军。大节因与部将韩大任不合，最终忧郁成疾而死。

## 生平
高大节通晓军事，为吴三桂麾下骁将，跟随其参与了平定南明的战争。1647年，经吴三桂奏请，顺治帝授予高大节参将二等甲喇章京世职。1660年，吴三桂改革军制，设援剿四镇等，顺治帝又允许吴部增设副都统职缺六员，高大节为其中之一。1662年，永历帝被缅王莽白移交给吴三桂，高大节作为接收方将永历帝从船上背走。永历帝本以为是李定国下属，问起他的名字，大节回应，“臣是平西王前锋高大节”。1664年，贵州水西土司头目安坤反，高大节率部进驻大方参与平叛。1672年，康熙帝叙征缅甸之功，高大节进爵二等男。
1673年，吴三桂举兵反清，数月间即获得华南六省之地，并以湖南为军事大本营。1676年二月，吴三桂趁清军主力集中进攻萍乡、袁州，派遣将军高大节率部数万出醴陵趁虚而入攻打吉安，仅用数日便将其吉安攻占。高大节以部将韩大任守城，然后自率四千兵，由吉安向北袭击新喻、高安一线，险些将岳乐归路阻断。而简亲王喇布则不得不率部撤至广信。吉安是通向赣州和湖南东部各地之要道，清军丢失吉安即失去了从江西进入广东、福建的必经之路，因此康熙帝听闻此败非常震惊，下旨严厉申斥江西清军诸将，令夺回吉安。岳乐、喇布遂率重兵猛攻吉安，高大节坚守与骚扰相结合，至六月，清军仍不能克。期间高大节多次出奇兵击败岳乐、喇布所部，其中一次，仅率百余骑杀败清军。然而，高大节与部将韩大任不睦。韩大任为巴结权贵，将原清廷吉安守将色勒遗留下来的万两黄金密献胡国柱，高大节因此衔恨大任出卖自己。不久，韩大任升为扬威将军，与高大节平级。大节因此深感受辱，忧郁成疾，不久病死于吉安。大节死后，韩大任独掌兵权却不敢出城与战，吉安最终被清军攻克。

### 引用
1. ↑  赵尔巽 等 1988，第12846頁
2. 1 2  李治亭 2005，第311頁
3. ↑  中华书局 1986，第34卷（世祖实录），第13-15頁
4. ↑  李治亭 2005，第177頁
5. ↑  刘健，第3卷，2-6頁
6. ↑  李治亭 2005，第200頁
7. ↑  中华书局 1986，第39卷（圣祖实录），第12頁
8. ↑  中华书局 1986，第59卷（圣祖实录），第30頁
9. ↑  台湾三军大学编 2013，第25頁
10. ↑  李治亭 2005，第304頁
11. ↑  中华书局 1986，第62卷（圣祖实录），第2頁
12. ↑  中华书局 1986，第61卷（圣祖实录），第15頁
13. 1 2 3  刘健，第5卷，8頁
14. ↑  李治亭 2005，第312頁
15. ↑   參: